# Microsoft SharePoint
Microsoft SharePoint, també conegut com a Microsoft SharePoint Products and Technologies, és una plataforma de col·laboració empresarial llançada el 2001, formada per productes i elements de programari que inclou, entre una selecció de components, funcions de col·laboració, basat en navegador web, mòduls d'administració de processos, mòduls de cerca i una plataforma d'administració de documents (gestió documental).

## Història
Orígens
SharePoint va evolucionar a partir de projectes anomenats "Servidor d'Office" i "Tahoe" durant el cicle de desenvolupament de l'Office XP.
"Servidor d'Office" s'ha desenvolupat fora de les extensions de FrontPage i Office Server i "Pàgines d'equip". Va dirigir una col·laboració senzilla i de baix a dalt.
"Tahoe", basat en tecnologia compartida amb Exchange i el "Tauler digital", portals orientats a la part superior, cerca i gestió de documents. Les funcions de cerca i indexació de SharePoint provenen del conjunt de funcions "Tahoe". Les funcions de cerca i indexació van ser una combinació de les característiques d'indexació i rastreig de la família de productes de Microsoft Site Server i del llenguatge de consulta de Microsoft Index Server.
GAC- (Global Assembly Cache) s'utilitza per allotjar els muntats compartits que estan específicament designats per ser compartits per aplicacions executades en un sistema.

## Edicions
Hi ha diverses edicions de SharePoint que tenen funcions diferents:
SharePoint Server
SharePoint Server es proporciona a organitzacions que busquen un major control sobre el comportament o el disseny de SharePoint. Aquest producte està instal·lat a la infraestructura de TI del client. Rep actualitzacions menys freqüents, però té accés a un conjunt més ampli de característiques i capacitats de personalització. Hi ha tres edicions de SharePoint Server: Standard, Enterprise i Foundation (gratuïts) que van ser interrompudes el 2016. Aquests servidors es poden subministrar com a servidors virtuals / núvols normals o com a serveis allotjats.
SharePoint Standard
Microsoft SharePoint Standard es basa en Microsoft SharePoint Foundation en algunes àrees de productes clau.
- Llocs:orientació per públic, eines de governança, servei segur de botigues, funcionalitat d'anàlisi web.
- Comunitats:'MySites' (perfils personals, incloent-hi gestió d'habilitats i eines de cerca), wikis empresarials, navegador jeràrquic d'organització, etiquetes i notes.
- Contingut:eines millorades i compliment de la gestió de documents i registres, metadades administrates, serveis d'automatització de paraules, gestió del tipus de contingut.
- Cerca: millors resultats de cerca, cerca d'habilitats de personalització, cerca per a mòbils, "Volíeu dir?", Integració de cerca de SO, opcions de refinament basades en la ubicació i la cerca, i metadades / rellevància / data / ubicació.
- Composites: plantilles de flux de treball prefixades, pàgines de perfil de BCS.

La llicència estàndard de SharePoint inclou un component CAL (llicència d'accés al client) i una tarifa del servidor. Standard de SharePoint també es pot obtenir una llicència a través d'un model de núvol.
SharePoint Enterprise
Construït sobre SharePoint Standard, les funcions de Microsoft SharePoint Enterprise es poden desbloquejar simplement proporcionant una clau de llicència addicional.
Les funcions addicionals de SharePoint Enterprise inclouen:
- Cerca miniatures i previsualitzacions, indexació web rica, millors resultats de cerca.
- Integració d'intel·ligència empresarial, taulers de comandament i superfície de dades empresarials.
- PowerPivot i PerformancePoint.

Serveis de Microsoft Office Access, Visio, Excel i InfoPath Forms.
Extensions de cerca d'empreses de SharePoint.
La llicència de SharePoint Enterprise inclou un component de CAL i una tarifa del servidor que s'ha de comprar a més de les llicències de SharePoint Server. SharePoint Enterprise també pot tenir una llicència a través d'un model de núvol.
SharePoint Online
Microsoft Hosted SharePoint normalment s'inclou en les subscripcions de Microsoft Office 365, però es pot comprar de forma definitiva. És una versió de SharePoint, però no és exactament igual a SharePoint.
Es limita a un conjunt bàsic de col·laboració, allotjament d'arxius i escenaris de gestió de documents i documents, i s'actualitza amb freqüència, però normalment és comparable amb SharePoint Enterprise. Actualment, les capacitats addicionals inclouen:
- Suport per a extensions de SharePoint Framework
- Nou "Modern" (Responsive) SharePoint UX (parcialment inclòs el 2016 - Feature Pack 1)
- Grups Yammer Integration i Office 365
- Integració amb l'aplicació web d'Outlook
- Noves versions de les eines de l'Editor de documents de l'Office en línia
- Eliminació de diverses limitacions de mida / número de fitxer
- Conceptes d'aplicacions

Les funcions que falten són:
- Algunes personalitzacions de cerca i d'interfície d'usuari

- Moltes funcions d'edició web
- Opcions d'administració d'aplicacions de servei
- Molts tipus de personalització / solució no s'executaran
- No hi ha cap habilitat per llegir errors (ULS) registres
- N.B. Els canvis en SharePoint Online s'enumeren a la Guia de treball de l'oficina.

## Aplicacions
L'ús de SharePoint varia d'organització a organització. El producte engloba una gran varietat de capacitats, la majoria de les quals requereixen configuració i governabilitat.
Els usos més comuns de SharePoint inclouen:
Contingut empresarial i gestió de documents
Articles principals: gestió de continguts empresarials i gestió de documents
SharePoint permet l'emmagatzematge, la recuperació, la recerca, l'arxivament, el seguiment, la gestió i la presentació d'informes sobre documents i registres electrònics. Moltes de les funcions d'aquest producte estan dissenyades en funció de diversos requeriments legals, de gestió d'informació i processos a les organitzacions. SharePoint també proporciona la cerca i la funcionalitat "gràfica". La integració de SharePoint amb Microsoft Windows i Microsoft Office permeten l'edició en temps real col·laborativa i la sincronització gestionada dels drets d'informació i encriptada.
Aquesta capacitat s'utilitza sovint per reemplaçar un servidor de fitxers corporatiu existent, i normalment s'acompanya d'una política de gestió de continguts empresarials.
Intranet i xarxa social
Articles principals: Portal d'Intranet i Xarxa Social
Una intranet de SharePoint o un portal d'intranet és una forma de centralitzar l'accés a la informació i les aplicacions de l'empresa. És una eina que ajuda a una organització a gestionar les comunicacions, les aplicacions i la informació interna de forma més senzilla. Microsoft afirma que això té beneficis organitzatius, com ara l'augment del compromís dels empleats, la centralització de la gestió de processos, la reducció dels costos del personal d'embarcament i la provisió dels mitjans per capturar i compartir coneixements tàcits (per exemple, mitjançant eines com wikis).
Software col·laboratiu
SharePoint conté funcions de grup de treball en col·laboració amb equips, incloent: Programació de projectes (integrada amb Outlook i Project), col·laboració social, bústies compartides i emmagatzematge i col·laboració de documents relacionats amb el projecte. Groupware a SharePoint es basa en el concepte d'un "lloc en equip".
Servei d'allotjament d'arxius(núvol personal) 
Articles principals: Servei personal d'allotjament de fitxers i nínxols personals
SharePoint Server allotja OneDrive for Business, que permet l'emmagatzematge i la sincronització dels documents personals d'un individu, així com l'intercanvi públic / privat d'aquests documents. Normalment, això es combina amb altres servidors / serveis de Microsoft Office, com Microsoft Exchange, per produir un "núvol personal",
Aquesta capacitat es compara sovint amb serveis com Box o Dropbox.
WebDAV es pot utilitzar per accedir als fitxers sense utilitzar la interfície web. Tanmateix, la implementació de WebDAV de Microsoft no s'ajusta al protocol WebDAV oficial i, per tant, no compleix amb l'estàndard WebDAV. Per exemple, les aplicacions WebDAV han de suportar la funcionalitat d'etiquetatge d'idiomes de l'especificació XML  que la implementació de Microsoft no fa. Només s'admet Windows XP a Windows 8.
Aplicacions web personalitzades
Article principal: Marc de programari
Les capacitats de desenvolupament personalitzades de SharePoint proporcionen una capa addicional de serveis que permeten prototips ràpids d'aplicacions web (generalment de línia de negocis). SharePoint proporciona als desenvolupadors la integració en directori corporatiu i fonts de dades a través d'estàndards com REST / OData / OAuth. Els desenvolupadors d'aplicacions empresarials utilitzen les capacitats de gestió de la informació i la seguretat de SharePoint en una varietat de plataformes i escenaris de desenvolupament. SharePoint també conté una "botiga d'aplicacions" empresarial que té diferents tipus d'aplicacions externes amb encapsulat i gestionat per accedir a recursos, com ara dades d'usuari corporatiu i dades de documents.

## Estructura de contingut
Pàgines
SharePoint proporciona pàgines de franc que es poden editar al navegador. Aquests es poden utilitzar per proporcionar contingut als usuaris, o per proporcionar estructura a l'entorn de SharePoint.
Parts web i peces d'aplicacions
Les parts web i les parts de l'aplicació són components (també coneguts com a portlets) que es poden inserir a les pàgines. S'utilitzen per mostrar informació tant de SharePoint com de les aplicacions de tercers.
Llistes, biblioteques, contingut i "Aplicacions"
Una biblioteca de SharePoint emmagatzema i mostra fitxers i carpetes.
Una llista de SharePoint emmagatzema i mostra elements de dades.
Cada element d'una biblioteca o llista és un ítem de contingut. Exemples d'elements de contingut inclouen "Document", que pot tenir un "Nom", "Contacte", amb camps d'informació de contacte o "Factura de vendes", amb camps com "Total" i "Identificador de client".
Els tipus de contingut són definicions (o tipus) d'elements. Aquestes definicions descriuen coses com els camps de metadades que un document, un contacte o una factura poden tenir. SharePoint us permet crear les vostres pròpies definicions basades en les incorporades. Alguns tipus de contingut incorporats inclouen: Contactes, Nomenaments, Documents i Carpetes.
Alguns tipus de contingut incorporat, com ara "contacte" o "cita", permeten que la llista exposi característiques avançades, com ara Microsoft Outlook o la sincronització de projectes.
A SharePoint 2013, en algunes ubicacions, les llistes i biblioteques es van canviar el nom d'aplicacions (tot i no tenir cap relació amb la "botiga d'aplicacions de SharePoint"). A SharePoint 2016, alguns d'aquests es van tornar a anomenar Llistes i Biblioteques.
Llocs
Un lloc de SharePoint és un conjunt de pàgines, llistes, biblioteques, aplicacions, configuracions, funcions, tipus de contingut i sub-llocs. Exemples de plantilles del lloc en SharePoint inclouen: llocs de col·laboració (equip), llocs wiki, llocs en blanc i llocs de publicació.

## Configuració i personalització
Configuració basada en web
SharePoint es configura principalment a través d'un navegador web. La interfície d'usuari basada en web proporciona la major part de la capacitat de configuració del producte.
Depenent del nivell de permisos, la interfície web es pot utilitzar per:
- Manipula l'estructura del contingut, l'estructura del lloc, crea / elimina llocs, modifica la navegació i la seguretat o afegeix / elimina aplicacions.
- Activa o desactiva les funcions del producte, penja dissenys / temes personalitzats o activa les integracions amb altres productes d'Office.
- Configureu els fluxos de treball bàsics, consulteu les estadístiques d'ús, gestioneu metadades, configureu les opcions de cerca, pugueu personalitzacions i configureu la integració.

Dissenyador de SharePoint
Article principal: Dissenyador de SharePoint
SharePoint Designer és un producte semi-obsolet que ha proporcionat capacitats d'edició avançada per a pàgines HTML / ASPX, però continua sent el principal mètode d'edició de fluxos de treball de SharePoint.
S'ha eliminat un subconjunt significatiu de les característiques d'edició d'HTML a Designer 2013, i el producte s'espera que quedi obsolet en 2016-7.
Les funcions del servidor de Microsoft SharePoint es configuren mitjançant PowerShell o una interfície d'usuari web anomenada "Administració central". La configuració de la configuració de la granja del servidor (per exemple, rastreig de cerques, serveis d'aplicacions web) es pot gestionar a través d'aquestes eines centrals.
Tot i que l'administració central es limita a la configuració de tota la granja (configuració DB), proporciona accés a eines com ara "Analitzador de salut de SharePoint", una eina de diagnòstic de salut diagnòstica.
A més de les funcions de configuració de granges de PowerShell, hi ha algunes eines limitades disponibles per administrar o ajustar la configuració de llocs o col·leccions de llocs en bases de dades de contingut.
Un subconjunt limitat d'aquestes característiques està disponible per als proveïdors de SaaS de SharePoint, inclòs Microsoft.
Desenvolupament personalitzat
- El Framework de SharePoint (SPFX) proporciona un model de desenvolupament basat en el llenguatge typificat. La pila tècnica és yeoman, node.js, webtack, gulp, npm. Comprèn el mètode developmemt de les tecnologies web modernes. És l'única manera compatible de personalitzar la nova interfície d'usuari d'experiència moderna (UI). Està disponible a tot el món des de mitjans de 2017. Permet que el desenvolupador web passi més fàcilment el desenvolupament de Sharepoint.

- El "Model d'aplicació" de SharePoint proporciona diversos tipus d'aplicacions externes que ofereixen la possibilitat de mostrar aplicacions basades en web autenticades a través d'una varietat de mecanismes d'interfície d'usuari. Les aplicacions poden ser "allotjat a SharePoint" o "Proveïdor allotjat". Les aplicacions allotjades per proveïdors es poden desenvolupar utilitzant la majoria de les tecnologies web de fons (p. Ex. ASP.net, NodeJS, PHP). Les aplicacions es serveixen a través d'un proxy en SharePoint, que requereix una manipulació de DNS / certificat en versions locals de SharePoint.
- El "Model d'objectes de client" de SharePoint (disponible per a JavaScript i. NET), i les API REST / SOAP es poden fer referència des de molts entorns, proporcionant als usuaris autenticats accés a una àmplia varietat de capacitats de SharePoint. [25]
- Els complements "Sand-boxed" poden ser carregats per qualsevol usuari final que tingui permís. Aquestes són restringides a la seguretat i es poden governar en múltiples nivells (inclosa la gestió del consum de recursos). En els entorns de núvols múltiples, aquests són els únics que solen permetre's.
- Les característiques de la granja solen ser un codi totalment confiable que cal instal·lar a nivell de la granja. Aquests són considerats obsolets per a un nou desenvolupament.
- Aplicacions de servei: és possible integrar directament al bus de SharePoint SOA, a nivell de granja.

La personalització pot aparèixer a través de: 
- Integració aplicació a aplicació amb SharePoint.

- Extensions a la funcionalitat de SharePoint (p. Ex., Accions de flux de treball personalitzades).
- 'Web Parts' (també coneguts com a "portlets", "widgets" o "gadgets") que proporcionen una funcionalitat nova quan s'afegeix a una pàgina.
- Pàgines / llocs o plantilles de pàgina / lloc.